# 魯濟濟國家公園
3°14′52″S 29°13′50″E / 3.247723°S 29.230671°E
魯濟濟國家公園是布隆迪東部的國家公園，位於首都布瓊布拉以北15公里，涵蓋坦噶尼喀湖和魯濟濟河，野生動物有鱷魚、林羚、河馬和多種鳥類。